# Tempel van Ceres
De Tempel van Ceres (Latijn: Aedes Cereris) was een tempel ter ere van de plebejische godentrias Ceres, Liber en Libera in het oude Rome.
De Tempel van Ceres was een van de oudste tempels in de stad. Hij werd na het raadplegen van de Sibyllijnse boeken door de dictator Aulus Postumius Albus Regillensis aan de goden beloofd in ruil voor steun tijdens een hongersnood in 496 v.Chr. De tempel werd in 493 ingewijd door de consul Spurius Cassius Vecellinus.
De tempel was gebouwd in de Etruskische stijl met zuilen in de Toscaanse orde. Volgens Vitruvius was het een araeostyle tempel, waarbij de zuilen van de pronaos verder uit elkaar stonden dan bij de gemiddelde andere tempel. Om instorting te voorkomen mochten het dak en de architraaf niet te zwaar zijn en deze waren dan ook gemaakt van hout. Het dak werd versierd met terracotta beelden. De Griekse kunstenaars Gorgasus en Damophilus beschilderden de muren van de tempel en maakte de reliëfs. Lucius Mummius schonk het heiligdom in de 2e eeuw v.Chr. nog een belangrijk schilderij van Aristides. Het cultusbeeld van Ceres was van brons en werd beschouwd als het oudste bronzen beeld dat in Rome was gemaakt. Andere kostbare kunstwerken werden geschonken door enkele plebejische magistraten, die dit financierden met de opbrengst van boetes die ze uitdeelden.
De Tempel van Ceres was altijd een belangrijk plebejische bolwerk. Het was het hoofdkwartier van de plebejische aedilen, die hier hun archieven bewaarden. De tempel stond op de heuvel Aventijn, die van ouds een sterke relatie had met de plebejische stand. De tempel stond op de noordelijke hoek van de heuvel, uitkijkend op het Forum Boarium en het Circus Maximus. Vlakbij stond de Tempel van Diana. De tempel brandde in 31 v.Chr. af bij een brand waarbij ook een groot deel van het Circus Maximus werd verwoest. Augustus en Tiberius herbouwden de tempel, die onder de Tiberius in 17 n.Chr. weer werd ingewijd. De Tempel van Ceres is zeker tot in de 4e eeuw blijven staan.

## Antieke bron
1. ↑  Vitruvius, De Architectura - 3.3.5

## Referentie
- L. Richardson, jr, A New Topographical Dictionary of Ancient Rome, Baltimore - London 1992. pp. 80–81. ISBN 0801843006
- Tempel van Ceres